# Elezioni europee del 2004 in Slovacchia
Le elezioni europee del 2004 in Slovacchia si sono tenute il 13 giugno.

## Risultati
| Liste  | Liste                                                       | Gruppo | Voti    | %     | Seggi |
| ------ | ----------------------------------------------------------- | ------ | ------- | ----- | ----- |
|        | Unione Democratica e Cristiana Slovacca                     | PPE-DE | 119.954 | 17,10 | 3     |
|        | Partito Popolare - Movimento per una Slovacchia Democratica | PPE-DE | 119.582 | 17,04 | 3     |
|        | Direzione - Socialdemocrazia                                | PSE    | 118.535 | 16,90 | 3     |
|        | Movimento Cristiano-Democratico                             | NI     | 113.655 | 16,20 | 3     |
|        | Partito della Coalizione Ungherese                          | PPE-DE | 92.927  | 13,25 | 2     |
|        | Alleanza del Nuovo Cittadino                                | -      | 32.653  | 4,65  | -     |
|        | Partito Comunista di Slovacchia                             | -      | 31.908  | 4,55  | -     |
|        | Forum Libero                                                | -      | 22.804  | 3,25  | -     |
|        | Partito Nazionale Slovacco                                  | -      | 14.150  | 2,02  | -     |
|        | Movimento per la Democrazia - Unione Popolare               | -      | 11.914  | 1,70  | -     |
|        | Partito Conservatore Civico                                 | -      | 7.060   | 1,01  | -     |
|        | Altri <1,00%                                                | -      | 16.453  | 2,35  | -     |
| Totale | Totale                                                      | Totale | 701.595 |       | 14    |